# Collantres
Collantres (llamada oficialmente San Salvador de Colantres) es una parroquia y una aldea española del municipio de Coirós, en la provincia de La Coruña, Galicia.

## Entidades de población
Entidades de población que forman parte de la parroquia:
- Collantres
- Queirís

## Despoblado
Despoblado que forma parte de la parroquia:
- Mende

## Demografía

### Parroquia
| Gráfica de evolución demográfica de Collantres (parroquia) entre 2000 y 2019 |
|                                                                              |
| Datos según el nomenclátor publicado por el INE.                             |

### Aldea
| Gráfica de evolución demográfica de Collantres (aldea) entre 2000 y 2019 |
|                                                                          |
| Datos según el nomenclátor publicado por el INE.                         |